# Stigmidium mitchellii
Stigmidium mitchellii är en lavart som beskrevs av Cl. Roux & Bricaud 1994. Stigmidium mitchellii ingår i släktet Stigmidium och familjen Mycosphaerellaceae.   Inga underarter finns listade i Catalogue of Life.